# Pedro Fernández Manrique
Pedro Fernández Manrique, španski rimskokatoliški duhovnik, škof in kardinal, * 1500, † 7. oktober 1540.

## Življenjepis
22. junija 1530 je bil imenovan za škofa Kanarskih otokov in 14. decembra istega leta za škofa Ciudad Rodrige. 11. aprila 1537 je bil imenovan še za škofa Córdobe.
20. decembra 1538 je bil povzdignjen v kardinala.